# Alexander II. von Lüttich
Alexander II. (auch Alexander II. von Oerle) († 9. August 1167 in Rom) war von 1164 bis 1167 Bischof von Lüttich.

## Leben
Seine Herkunft ist unklar. Häufig wird von einer adeligen Abstammung aus der Gegend um Trier berichtet. Er wird sowohl als Alexander von Oerle wie auch als Alexander von Luik bezeichnet. Möglicherweise ist er dem Haus Ouren zuzuordnen.
Er war Archidiakon in Hesbay im Jahr 1130 und in Trier 1135. Propst von Saint-Lambert in Lüttich war er ab 1145.
Nach seiner Wahl wurde er im Oktober 1165 von Erzbischof Rainald von Dassel zum Bischof geweiht. Alexander II. war Anhänger Friedrich I. und Gegner von Papst Alexander III.
Er war 1165 neben Rainald von Dassel in Aachen an der feierlichen Kanonisation Karls des Großen beteiligt. Der Gegenpapst Paschalis III. hatte dieses Recht auf den Bischof und Erzbischof übertragen. Neben zahlreichen geistlichen und weltlichen Würdenträgern war auch Friedrich I. anwesend.
Alexander II. folgte dem Kaiser nach Italien. Im nordöstlichen Mittelitalien nahm er Aufgaben als Beauftragter Friedrich I. wahr. Er nahm an der Schlacht von Tusculum teil. Nach der Eroberung der Stadt Rom wurde Friedrich vom Gegenpapst Paschalis III. zum Kaiser gekrönt. Wie viele andere Teilnehmer des Romzuges auch starb Alexander II. in Rom am Fieber.